# Club Rítmica Galaica
El Club Rítmica Galaica es un club deportivo de gimnasia rítmica de la ciudad española de Gijón. Compite en diversas categorías en los niveles iniciación, escolar, base y federado. Tiene su sede en el Pabellón de Deportes Mata-Jove.

## Historia
El Club Rítmica Galaica fue fundado en Gijón en el año 1989, pasando poco después a entrenar en el Pabellón de Deportes Mata-Jove del barrio de La Calzada. La gimnasta más destacada en su historia es Raquel Rodríguez, tres veces campeona de España individual y una en conjuntos, quien entrena al club en la actualidad en los niveles base y federado. 
En la temporada 2016, el club entrenado por Raquel Rodríguez y Sheila Resurreiçao, logró hasta octubre 148 podios (79 oros, 36 platas y 33 bronces) en diversas competiciones, incluyendo un bronce en la categoría pre-benjamín por Esther Mañana en el Campeonato Nacional Base de Gijón, 4 campeonas de Asturias base y 3 equipos campeones de Asturias.
Los logros del Rítmica Galaica continuaron en la temporada 2017. En el Campeonato de España Individual de Valencia, Paula Blanco fue oro sénior en pelota, mientras que Paula Díaz fue bronce en la general sénior, plata en mazas y bronce en cinta, logrando así el ascenso a primera categoría. En la Copa de España Base de Alicante, Raquel Cueto consiguió ser campeona juvenil. Para 2018, en el Campeonato Nacional Base de Guadalajara, la gimnasta del club Naiara Bouzas fue plata en categoría benjamín. En marzo de 2019, el Rítmica Galaica se proclamó campeón de la 2ª División en la 1ª Fase de la Liga de Clubes Iberdrola en Zaragoza. En mayo ganaron la 2ª Fase en Burjasot y en noviembre lograron además el triunfo en la Fase Final celebrada en Almusafes, por lo que consiguieron el ascenso a la 1ª División.

## Palmarés
- Raquel Rodríguez: Campeona de España en el concurso general en categoría alevín (2003) e infantil (2004 y 2005), y en conjuntos (2004). Campeona de Asturias en diferentes categorías de 2003 a 2009, entre otras numerosas medallas.[10][11][12]